# W kwestii losów artystów polskich
W kwestii losów artystów polskich – uwagi Cypriana Kamila Norwida z lat 1874-1876 w sprawie losów polskich malarzy.

## O tekście
W kwestii losów artystów polskich zostało zaadresowane do hrabiego Krystyna Ostrowskiego (1811-1882), poety, dramaturga i publicysty polskiego, piszącego również po francusku, uczestnika powstania listopadowego, później emigranta. Opublikował go w 1937 Zenon Przesmycki w V tomie Wszystkich pism po dziś w całości lub fragmentach odszukanych

## Treść
Najdawniejszy polski tekst o estetyce to Dworzanin Górnickiego. Autor nie zaleca w nim Dworzaninowi malarstwa, bo mu się wydaje mało potrzebne Polakom. Idzie w tym za Cyceronem który doskonałemu mówcy (perfecto oratori) również nie zaleca malarstwa, ale znajomość kwestii sąsiedzkich, dotyczących rozstrzygania sporów o ziemię. Polska zaś jest sąsiedztwem a nie społeczeństwem. Wiadomo że i dziś główną kwalifikacją do czegokolwiek w Polsce jest posiadanie wioski i związane z tym sąsiedztwo polubowne. Również w nowszych czasach doktor Klaczko publicznie wykazał, że Polak nie maluje. Artysta bez tradycji własnej i bez muzeów jest miotany losem. Ceniony przez swoich, jeśli zyskał uznanie u obcych. Może być adorowany przez rodaków, jeśli ich nie zobowiązuje do niczego. W przeciwnym razie dają mu malować portrety zmarłych krewnych i dostojników. I narzekają, że człowiek, który nie należy do społeczeństwa nie pojmuje jego smaku. Jeżeli jest zdrowy i uprzejmy, ożenią go z jakąś wątpliwą kuzynką i będzie miał dzieci.